# وچور
وچور (به انگلیسی: Vechoor) یک روستا در هند است که در Kottayam district واقع شده‌است.

## خصوصیات
وچور ۱۶٬۸۳۰ نفر جمعیت دارد.